# とろ火で
とろ火で（A fuego lento）とは、オラシオ・サルガンの作曲のタンゴ。

## 概要
1953年発表の曲。「ア・フエゴ・レント」とされている場合もある。
歌詞がついていない。
アニバル・トロイロ楽団や、キンテート・レアル、レオポルド・フェデリコ楽団、その他のタンゴ楽団のレコード録音がある。
YouTubeで、いくつか関連動画がアップロードされている